# Jean Parisot de la Valette
Jean Parisot de la Valette, född 1494 i Parisot, död 21 augusti 1568 på Malta, var Malteserordens stormästare och furste år 1557–1568. de la Valette växte upp i en adlig familj i Quercy i Frankrike. de la Valette anslöt sig till Johanniterorden i tjugoårsåldern och stred emot det Osmanska riket på Rhodos 1522. Han blev stormästare i Johanniterorden den 21 augusti 1557.

## Biografi
Lite är känt om de Valettes ungdom, däribland hans födelseår. Trots att man vanligtvis påstår att han föddes 1494, menar de båda krönikeskrivarna Francisco Balbi och Hipolito Sans att han var 67 år gammal vid belägringen av Malta 1565, vilket i så fall skulle innebära att han föddes 1498.
1538 bestraffades de Valette med fyra månader i en ”guva” (ett hål i marken) på Gozo då han nästintill slog ihjäl en lekman. I samband med detta tvingades han också i exil till Tripoli, där han verkade som guvernör. 1554 valdes han till amiral över ordens flotta. Vid den tidigare stormästarens, Claude de la Sengle död 1557 valdes de Valette till ordens nye stormästare.
de Valette ledde försvaret av Malta vid den turkiska belägringen 1565 och i och med segern erhöll de Valette högt anseende i Europas maktsfär. Under belägringen uppvisade han sig vara en barsk, kall och klok överbefälhavare. Då de Valette var djupt religiös och trogen mot sin orden var han beredd att ge sitt liv, snarare än att ge upp mot de icke-kristna. Han skadades svårt både under turkarnas belägring av Malta och Rhodos. 
1566, efter belägringen, beordrade de Valette byggnationen av en ny stad på Malta, landets nuvarande huvudstad Valletta. Han dog dock 1568 och fick aldrig se staden byggas färdig. Han ligger idag begravd i den maltesiska huvudstaden, på hans grav står inskriptionen “Han var Europas sköld”.